# Opération Dragonfly
Invasion de l'Ukraine par la Russie
L'opération Dragonfly (en ukrainien : Операція Dragonfly) est une opération menée par les forces armées ukrainiennes le 17 octobre 2023 pendant la guerre russo-ukrainienne, se concentrant sur la frappe de points logistiques que l'armée russe utilisait pour les efforts de ravitaillement. 
Cette opération, confirmée par le Président Zelensky visait principalement l'aéroport international de Louhansk à l'est et l'aéroport de Berdiansk au sud. Au cours de l'opération, les forces d'opérations spéciales ont utilisé des MGM-140 ATACMS pour l'attaque, ce qui a entraîné de lourdes pertes d'hélicoptères de l'armée de l'air russe. Les ukrainiens ont également réussi à détruire les pistes de l'aéroport, de nombreux dépôts de ravitaillement et même certains systèmes de défense aérienne, et ont également affirmé avoir causé des pertes de main-d'œuvre, mais cela ne peut être confirmé.
Les incendies provoqués par l'incendie d'équipements à l'aéroport de Berdiansk étaient visibles depuis le FIRMS de la NASA. Selon la Russie, des éclats d'obus de bombes M74 ont été trouvés sur les lieux, qui provenaient probablement du bloc ATACMS IA (M39A1) que les ukrainiens ont utilisé pour l'attaque. D'autres éclats d'obus découverts plus tard ont prouvé que les ukrainiens avaient utilisé l'ATACMS pour l'opération, ce qui est probablement la première fois qu'il est utilisé en Ukraine. Avant cet incident, les dirigeants américains avaient craint que la fourniture d'ATACMS ne conduise à une « escalade des tensions », qui, selon l'américain Ben Hodges (en), aurait « créé un sanctuaire pour les russes ».